# Samuel Pepys

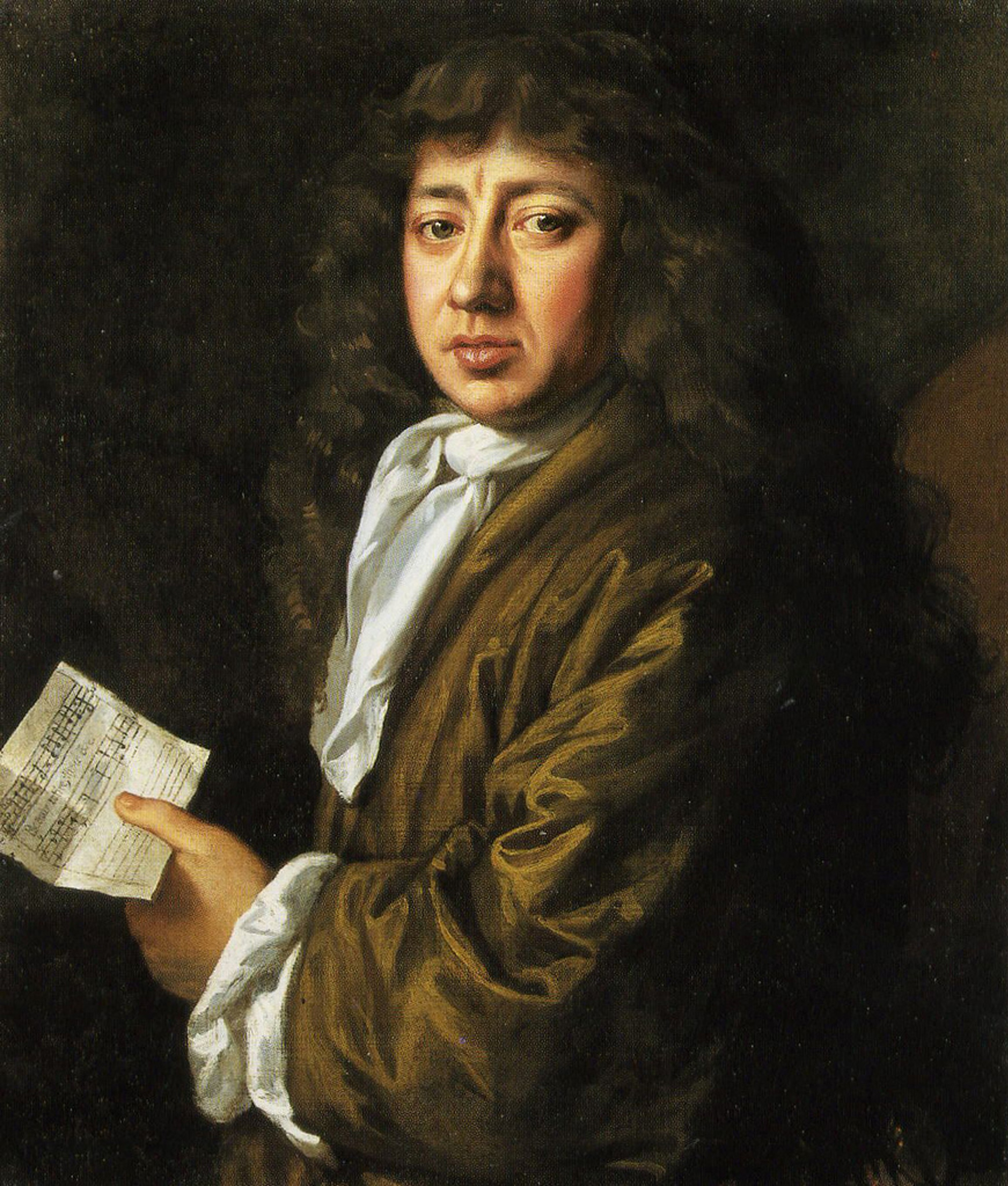
Samuel Pepys (1666); Gemälde von John Hayls; National Portrait Gallery, London.
Pepys schreibt am 17. März 1666 in sein Tagebuch:
„Heute saß ich [Hayls] selbst zum ersten mal Modell, und er wird mir, denke ich, ein sehr schönes Bild anfertigen. Er verspricht, es werde so gut sein wie das meiner Frau. Ich sitze so, dass es voller Schatten ist, und verrenke mir fast den Hals, wenn ich über meine Schulter schaue, um die Positur einzunehmen, in der er mich malen will.“

Samuel Pepys [piːps] (* 23. Februar 1633  in London; † 26. Mai 1703 in Clapham bei London) war Staatssekretär im englischen Marineamt (Chief Secretary to the Admiralty), Präsident der Royal Society und Abgeordneter des englischen Unterhauses, ist der Nachwelt aber vor allem als Tagebuchautor und Chronist der Restaurationsepoche unter König Karl II. von England bekannt. Das Tagebuch, das er von 1660 bis 1669 führte, gehört zu den wichtigsten Quellen für diese Zeit und zu den am häufigsten zitierten literarischen Werken des englischen Sprachraums.

## Leben

Das Pepys Memorial in der Seething Lane in der Londoner City

Samuel Pepys wurde in eine Zeit hineingeboren, in der die Kämpfe zwischen dem zunehmend selbstbewusst auftretenden englischen Parlament und dem nach absolutistischer Herrschaft strebenden Stuart-Königtum eskalierten, in die Zeit des aufstrebenden Bürgertums und des beginnenden Kapitalismus.
Pepys, der sich vom Anhänger Oliver Cromwells zum überzeugten Tory wandelte, war ein typischer Vertreter des neuen Bürgertums. Dieses orientierte sich in seiner Lebensart zwar am Adel, prägte seine Welt aber zunehmend durch eigene, im Protestantismus wurzelnde Wertvorstellungen von Ehre, Religiosität und Moral, von arbeitsamer Rechtschaffenheit und Gewinnstreben. Die teils gewollte, teils unfreiwillige Komik von Pepys’ Tagebuch ergibt sich aus der Diskrepanz zwischen seinen Anfängen als prüder, lustfeindlicher Puritaner und seiner Verführbarkeit durch die barocken Genüsse der Ära Karls II., die er bald in vollen Zügen genoss. Er selbst schrieb dazu:

“… most men that do thrive in the world, do forget to take pleasure during the time that they are getting their estate, but reserve that till they have got one, and then it is too late for them to enjoy it with any pleasure.”

„… die meisten Männer, die es in der Welt zu etwas bringen, vergessen, sich zu vergnügen während sie ihr Vermögen machen. Sie sparen es sich auf, bis sie es geschafft haben, und dann ist es zu spät, es mit Freude zu genießen.“

Der hohe, auch künstlerische Wert von Pepys’ Tagebüchern liegt in der rückhaltlosen Ehrlichkeit, mit der er darin sein eigenes Ich widerspiegelt, und in der Anschaulichkeit und Farbigkeit, in der er London und seine Zeit schildert. Viele bedeutende Ereignisse hat er aus nächster Nähe, zum Teil als Augenzeuge miterlebt, etwa die Hinrichtung König Karls I. von England, die Rückkehr seines Sohnes Karl II. auf den Thron, die Große Pest und den Großen Brand von London und – nach der Tagebuchzeit – den Sturz Jakobs II. von England in der Glorreichen Revolution. Als Verantwortlicher für Bau und Ausrüstung der Schiffe der Royal Navy hat er selbst wiederum maßgeblich auf seine Zeit eingewirkt.

### Herkunft, Familie und Jugend

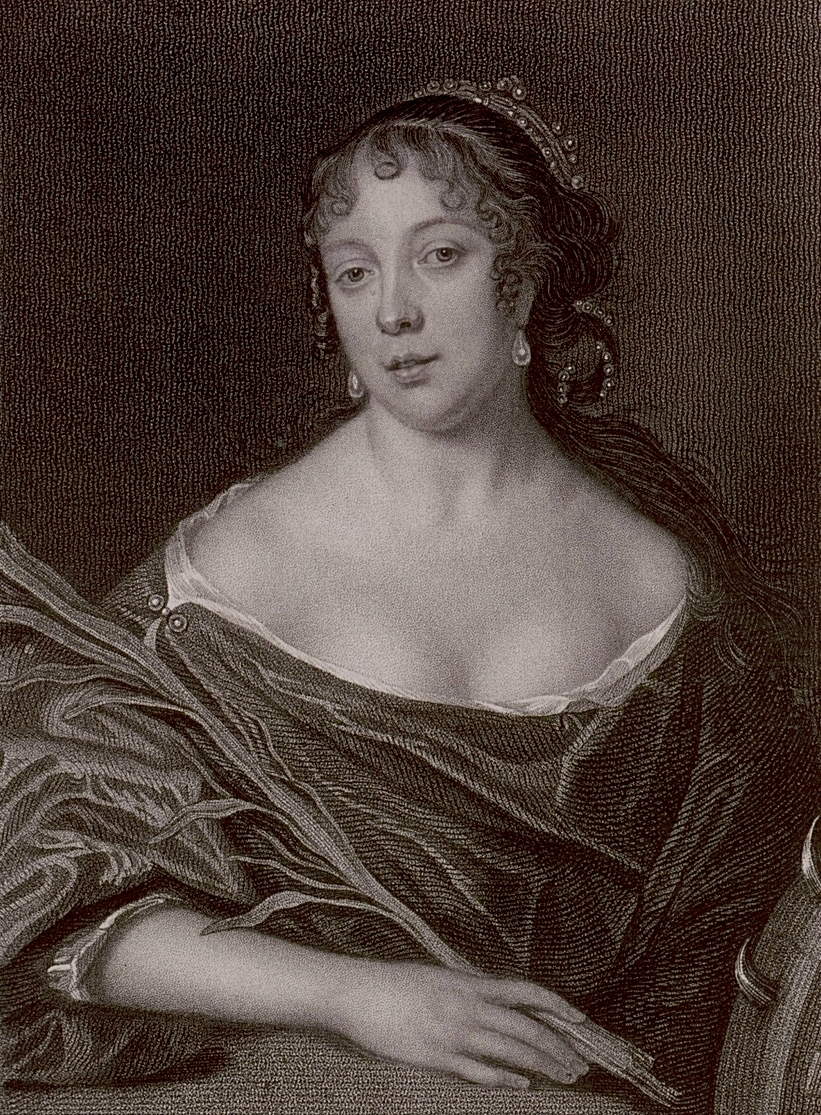
Samuel Pepys’ Ehefrau Elisabeth

Der spätere Staatssekretär entstammte einfachen Verhältnissen. Er war der Sohn des Londoner Schneiders John Pepys und dessen Frau Margaret. Dem Paar wurden insgesamt elf Kinder geboren, aber nur vier davon erreichten das Erwachsenenalter. Von diesen wiederum war Samuel das älteste. Die Familie lebte bescheiden, hatte aber wohlhabende und einflussreiche Verwandte in der Familie Montagu, die dem Landadel angehörte. Deren Gut Hinchingbroke lag in Huntingdonshire, der Grafschaft, der auch Oliver Cromwell entstammte. 
Als 1642 der Bürgerkrieg ausbrach, schickte John Pepys seinen neunjährigen Sohn aufs Land zu seinem Bruder Robert, der als Gutsverwalter der Montagus arbeitete. Wahrscheinlich wurden die reichen Verwandten schon damals auf den jungen Samuel aufmerksam und ließen ihm eine gute Ausbildung angedeihen – zunächst an der Lateinschule in Huntingdon, anschließend in der streng puritanisch geprägten St. Paul’s School in London. In dieser Zeit wurde er als 15-Jähriger Augenzeuge der Hinrichtung König Karls I. Fast 12 Jahre später erinnerte er sich an diesen Tag, als er in Gesellschaft einen alten Schulfreund wiedersah:

“He did remember that I was a great Roundhead when I was a boy, and I was much afraid that he would have remembered the words that I said the day the King was beheaded (that, were I to preach upon him, my text should be ‘The memory of the wicked shall rot’); but I found afterwards that he did go away from school before that time.”

„Er erinnerte sich daran, dass ich als Junge ein großer Roundhead gewesen war, und ich hatte große Angst, dass er sich an die Worte erinnern würde, die ich am Tag der Enthauptung des Königs gesagt hatte (dass, wenn ich über ihn zu predigen hätte, mein Text lauten sollte: ‚Das Andenken der Frevler soll verwesen‘); aber ich fand später heraus, dass er schon vor dieser Zeit von der Schule abgegangen war.“

Von 1650 bis 1653 besuchte Pepys das Magdalene College der Universität von Cambridge, wo er den Bakkalaureusgrad erwarb. Gegen eine Geldzahlung erhielt er 1660 nachträglich den Magistertitel zugesprochen.
1655 heiratete er die damals 15-jährige Elizabeth Marchant de Saint-Michel, Tochter eines verarmten französischen Hugenotten. Es handelte sich um eine Liebesheirat, wie sie für Männer mit Ambitionen damals eher selten war. Offenbar lebte Pepys damals schon in halbwegs gesicherten Verhältnissen. Am 26. März 1658 unterzog er sich einer äußerst schmerzhaften und damals lebensgefährlichen Blasenstein-Operation. Den Jahrestag der gelungenen Behandlung feierte er in den folgenden Jahren stets als seinen zweiten Geburtstag.

### Karrierestart zur Zeit der Republik

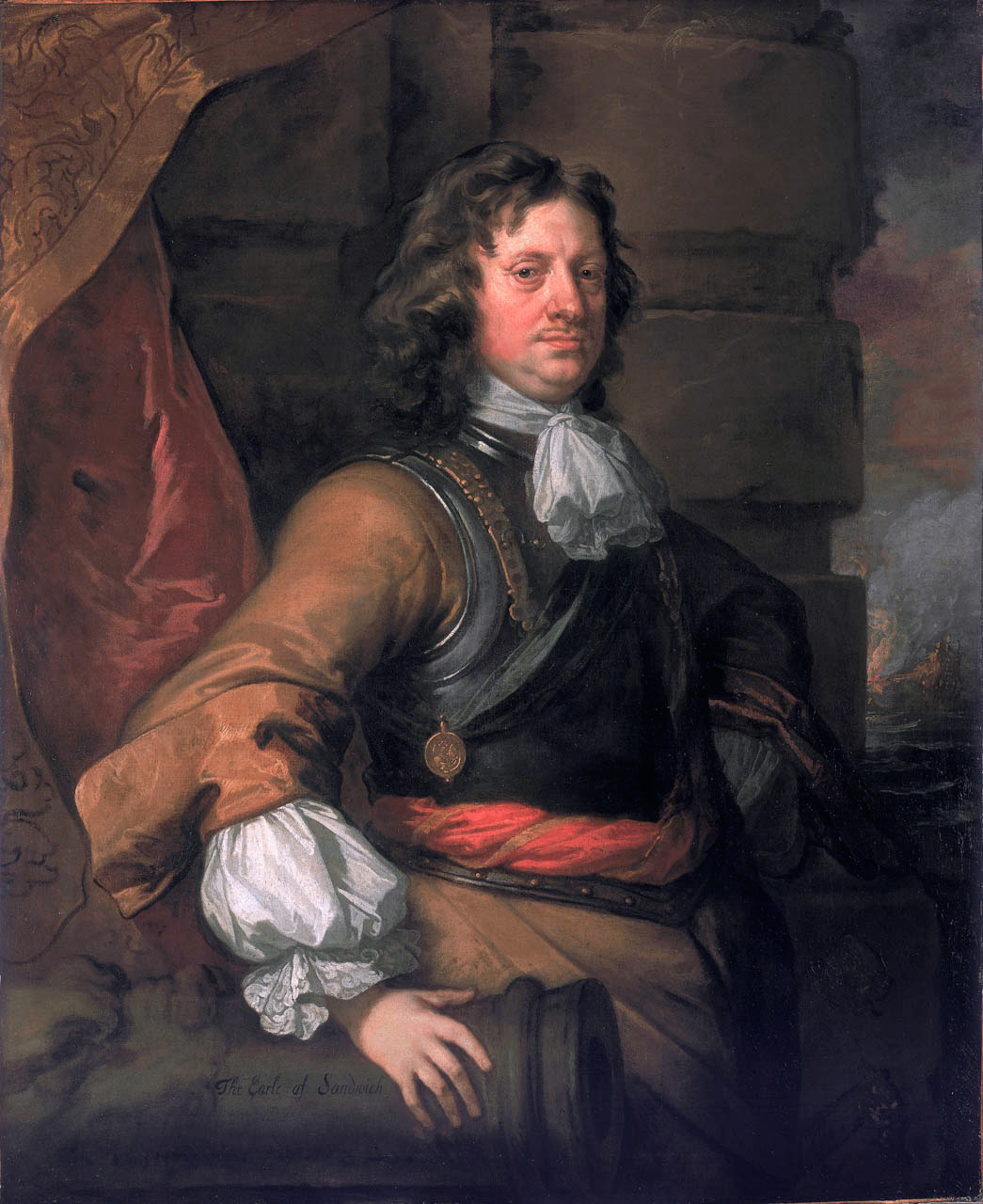
Pepys’ Förderer Edward Montagu; Gemälde von Sir Peter Lely (1666)

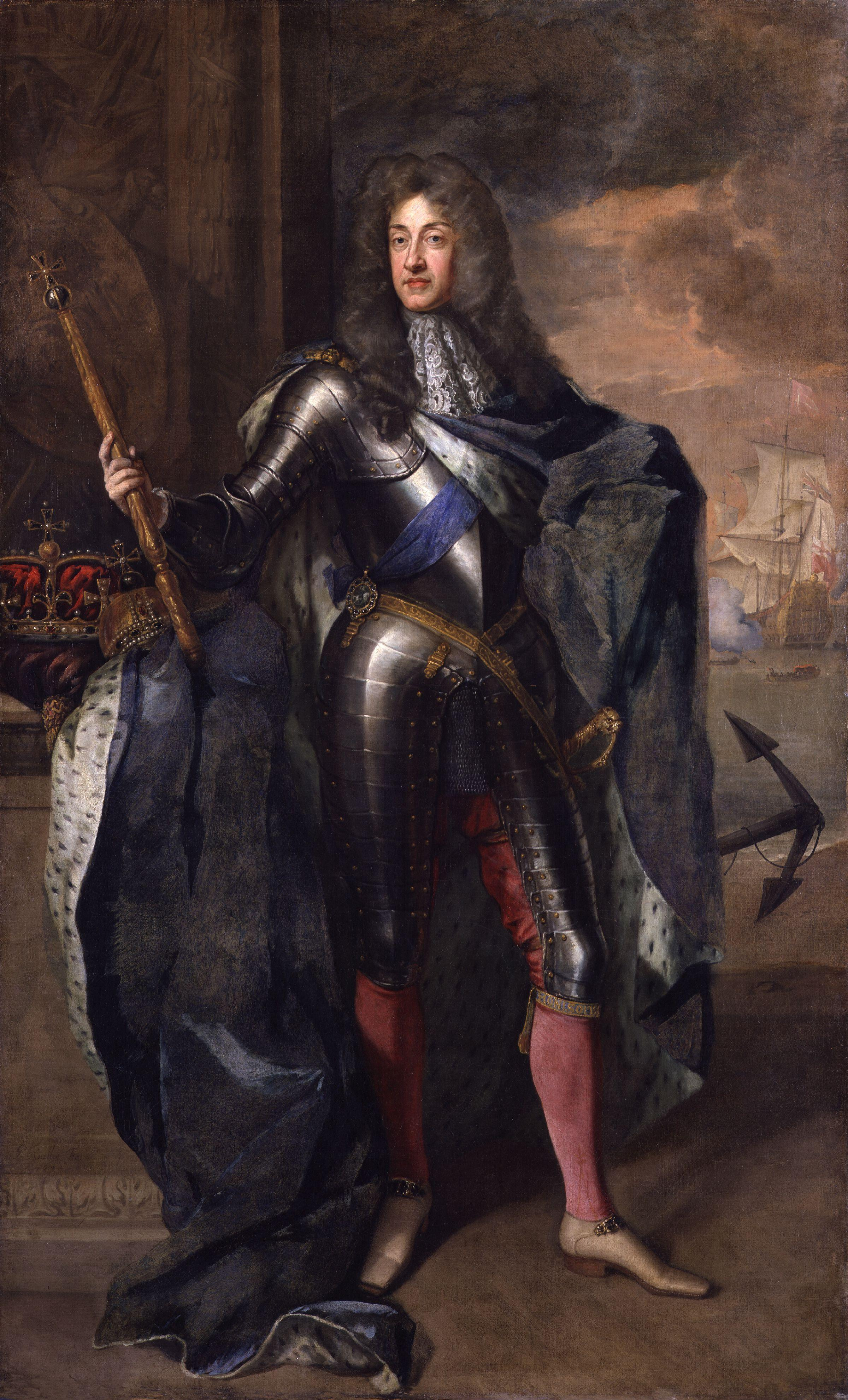
König Jakob II. von England

Wahrscheinlich war Pepys seinem acht Jahre älteren Vetter Edward Montagu, dem späteren Lord Sandwich, schon als Kind begegnet. Dieser hatte sich im Bürgerkrieg an der Seite Cromwells ausgezeichnet und bekleidete zur Zeit der englischen Republik hohe Staatsämter. Im Ersten Englisch-Niederländischen Seekrieg war er Oberbefehlshaber der Flotte. Nachdem Pepys sein Studium beendet hatte, stellte Montagu ihn als eine Art Privatsekretär ein. Als Protegé seines Vetters begann Pepys’ Aufstieg im Staatsdienst.
So erhielt Pepys auf Vermittlung Montagus 1658 eine zusätzliche Anstellung im Schatzamt unter George Downing. Im September desselben Jahres starb Oliver Cromwell, und nach der kurzen Herrschaft seines Sohnes Richard als Lordprotektor beschlossen die führenden Männer in Heer und Marine 1660, die Stuart-Monarchie wiederherzustellen. Zu Pepys’ Glück hatten seine beiden Dienstherren Downing und Montagu maßgeblichen Anteil an dem politischen Wendemanöver von der Republik zurück zur Monarchie. Montagu gehörte einer Delegation an, die Karl II. aus dem niederländischen Exil nach England zurückführen sollte. Er wurde dafür später als Lord Sandwich in den Peersstand erhoben. Pepys begleitete ihn als Sekretär und erlebte so die Rückkehr des Königs und später seine Krönung in Westminster aus nächster Nähe.

### Im königlichen Marineamt
Noch im selben Jahr erhielt Pepys eine weitere Stelle als Schreiber im Marineamt, in dem er in den folgenden Jahren immer weiter aufstieg. Wie seine Vorgesetzten verstand auch er es, sich mit den neuen politischen Verhältnissen zu arrangieren. Zunächst wurde er von Lord Sandwich gefördert, später von Jakob, Herzog von York, dem Bruder des Königs. Pepys war im Marineamt für die Beschaffung von Material und Verpflegung verantwortlich, also für Bau, Reparatur und Ausrüstung der Schiffe der Royal Navy. Da England damals mit Holland um die Vorherrschaft auf den Weltmeeren kämpfte, war dies eine einflussreiche Position. Sie gab ihm viele Gelegenheiten zu illegalen Nebeneinnahmen, zum Beispiel zur Annahme von Bestechungsgeldern von Lieferanten. 
1665 war Pepys an der Unterschlagung von Prisengeldern gekaperter holländischer Ostindienfahrer beteiligt. Die Affäre wurde publik und Lord Sandwich als Hauptverantwortlicher musste seine Position als Admiral der Flotte räumen. Pepys’ Tagebucheintragungen spiegeln seine Furcht wider, vor einem Untersuchungsausschuss ebenfalls belastet zu werden und sein Amt zu verlieren. Da er sich weniger bereichert hatte als andere und sich auf seinen Vorgesetzten berufen konnte, ging er schließlich unbeschadet aus der Angelegenheit hervor. Alles in allem hielt sich Pepys’ Korruption im Rahmen dessen, was damals als selbstverständlich erachtet wurde. Seinen Zeitgenossen galt er als höchst fähiger Verwaltungsbeamter. Die Protektion, die er seit Beginn seiner Laufbahn genoss, rechtfertigte er immer wieder durch Sachkunde, Effizienz, Loyalität und Zuverlässigkeit. Nach dem frühen Tod seiner Frau, Ende 1669, widmete er sich ganz seinen beruflichen Aufgaben.
Zu diesen gehörte seit 1662 auch das Amt des Schatzmeisters der englischen Kolonie Tanger, welche die portugiesische Infantin Katharina von Braganza im Jahr zuvor als Mitgift in die Ehe mit Karl II. eingebracht hatte. Als die Kolonie 1683 aufgegeben und die englische Garnison aufgelöst werden sollte, entsandte man dazu Pepys nach Tanger. Es war seine einzige größere Seereise, und er erlebte dabei einen Angriff algerischer Piraten. Auf der Rückreise lernte er auch Spanien kennen. Dorthin, nach Madrid, war Lord Sandwich nach der Prisengeld-Affäre als Botschafter abgeschoben worden. 

### Parteigänger des Herzogs von York

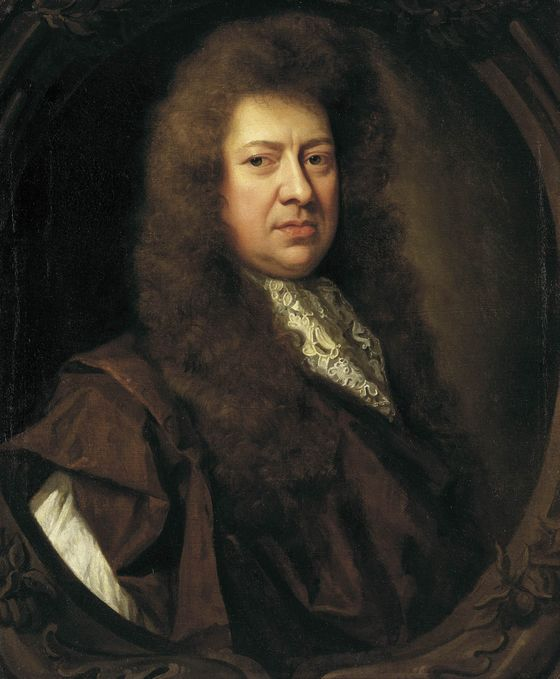
Samuel Pepys im Alter von 56 Jahren; Gemälde von Sir Godfrey Kneller (1698)

Pepys, der sich von seinem ersten Förderer vorsichtig distanziert hatte, suchte seither die Protektion des Herzogs von York, dessen treuer Parteigänger er wurde. Der Bruder des Königs war als Lord High Admiral mehrere Jahre lang Oberbefehlshaber der Flotte und damit sein höchster Vorgesetzter. Pepys’ Karriere war seit Mitte der 1670er Jahre aufs engste mit der seinen verbunden. Im Jahr 1673 wurde er zum Sekretär der Admiralität (Secretary to the Admiralty Commission) ernannt und für den Wahlkreis Castle Rising in Norfolk ins Unterhaus gewählt. 1679 errang er den Parlamentssitz für Harwich, den er zehn Jahre lang halten sollte. 
In diesem Jahr aber bekam er erstmals auch die negativen Konsequenzen seiner Verbindung mit dem Herzog von York zu spüren. Da dieser Ende der 1660er Jahre zum Katholizismus übergetreten war, kam es zwischen 1678 und 1682 zur so genannten Exclusion Crisis, in der Jakobs protestantische Gegner versuchten, ihn von der Thronfolge auszuschließen. Im Verlauf der Staatskrise geriet Pepys in Verdacht, verräterische Beziehungen zum katholischen Frankreich zu unterhalten, das er zehn Jahre zuvor mit seiner Frau bereist hatte. Er musste sein Amt als Sekretär der Admiralität niederlegen und wurde von Mai bis Juli 1679 in den Tower gesperrt. 1680 wurden alle Anklagepunkte gegen ihn fallen gelassen.
Karl II. setzte sich in der Exclusion Crisis schließlich gegen das Parlament durch und nach seinem Tod 1685 bestieg der Herzog von York als König Jakob II. den englischen Thron. Damit erreichte auch Pepys’ Laufbahn ihren Höhepunkt.

### Gesellschaftliches Leben

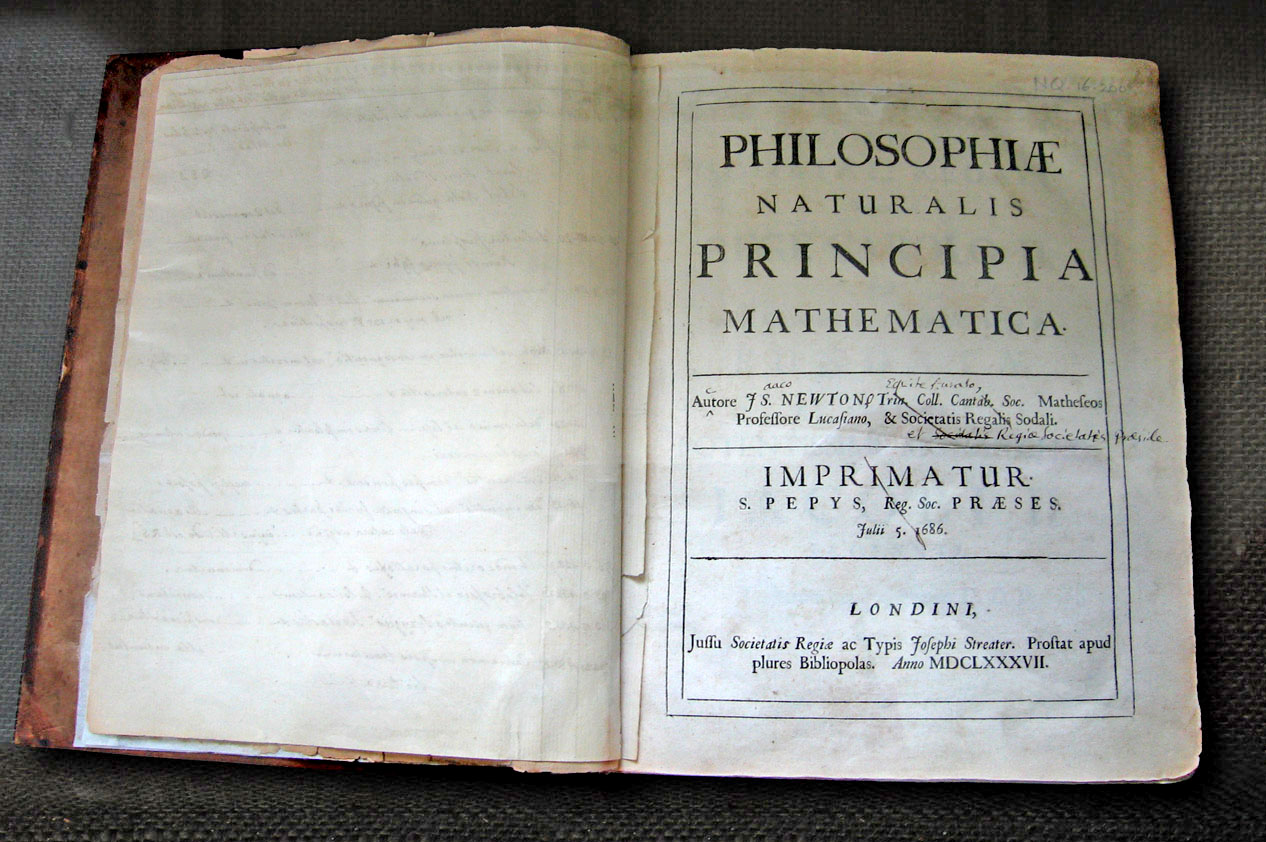
Das Titelblatt von Newtons Principia Mathematica mit Pepys’ Imprimatur

Samuel Pepys sprach Spanisch, Italienisch, Französisch und Latein und interessierte sich für Theater, Literatur sowie Musik. Er sang auch selbst und spielte Laute, Theorbe und Gitarre sowie Geige und Flageolett. Spezielles Interesse zeigte er an den Wissenschaften, insbesondere an der Mathematik. 1673 war er an der Gründung der Royal Mathematical School am Christ’s Hospital, einer Internatsschule, beteiligt. Sie sollte jährlich 40 Knaben für die Kriegs- und die Handelsmarine in Navigation ausbilden. 1675 wurde er zum Gouverneur von Christ’s Hospital ernannt.
Bereits 1665 war Samuel Pepys Mitglied der Royal Society geworden, als deren Präsident er von 1684 bis 1686 amtierte. Dort erlebte er Vorträge und Experimente der zeitgenössischen Forscher. Zu seinem großen Freundes- und Bekanntenkreis gehörten unter anderem der Physiker Isaac Newton, der Architekt Christopher Wren und der Dichter John Evelyn. Der Erstdruck von Newtons Hauptwerk Principia Mathematica trägt auf dem Titelblatt das Imprimatur von Samuel Pepys in seiner Funktion als Präsident der Royal Society. 

### Letzte Jahre

In St Olave’s an der Ecke Seething Lane/Pepys Street wurden Samuel und Elisabeth Pepys beigesetzt.

Schon vier Jahre nach seiner Thronbesteigung wurde König Jakob II. durch die Glorious Revolution von 1688/89 gestürzt. Damit endete auch Pepys’ Laufbahn abrupt. Bei den Wahlen im Februar 1689 verlor er seinen Parlamentssitz. Wenig später weigerte er sich, den Eid auf den neuen König Wilhelm III. zu leisten und trat als Staatssekretär zurück. Als Anhänger des geflohenen Königs wurde Pepys erneut zweimal für kurze Zeit inhaftiert. Man unterstellte dem Protestanten und ehemaligen Anhänger Cromwells Sympathien für die Jakobiten und den Katholizismus, was für ihn als Staatsbediensteten ein Verstoß gegen die Testakte gewesen wäre. Es kam aber auch in diesem Fall nie zu einer offiziellen Anklage oder Verurteilung. 
Nach seiner letzten Freilassung 1690 widmete sich Pepys fast nur noch seinen privaten Vorlieben und Studien. Trotz seiner Ablehnung der neuen Regierung beriet er sie auf Bitten John Evelyns in Fragen der Finanzierung des 1692 gegründeten und nach Plänen von Sir Christopher Wren errichteten Marinehospitals in Greenwich, das auch als Pensionärsheim für alte und verwundete Marinesoldaten diente. Seit Ende der 1690er Jahre machte sich Pepys’ altes Nierenleiden wieder schmerzhaft bemerkbar. 1701 zog er in das Haus seines Freundes William Hewer nach Clapham um, das damals vor den Toren Londons lag. Um seinen 70. Geburtstag im Februar 1703 verschlechterte sich sein Gesundheitszustand. Er wurde zusehends schwächer, machte sein Testament, in dem er seinen Neffen John Jackson zum Haupterben bestimmte, und starb in den frühen Morgenstunden des 26. Mai. Sein Freund John Evelyn charakterisierte Pepys posthum als „bei aller Welt beliebt, gastfreundlich, großzügig und gebildet auf vielen Gebieten“.

## Ehrungen
Nach Samuel Pepys wurden unter anderem die von ihm gestiftete Bibliotheca Pepysiana am Magdalene College der University of Cambridge benannt sowie irrtümlich eine nicht existierende Phantominsel im Atlantik, Pepys Island. Eine Straße in der Londoner City ganz in der Nähe seines ehemaligen Amtssitzes und seiner Begräbnisstätte St Olave Hart Street trägt heute seinen Namen. 
Anlässlich seines 200. Todestags wurde 1903 in London der Samuel Pepys Club gegründet, der sich der Pflege seines Andenkens widmet. Sein Vorsitzender ist seit 1985 John Edward Hollister Montagu, der 11. Earl of Sandwich, ein direkter Nachfahre von Pepys’ Förderer Edward Montagu. Im Jahr 1983, zu Pepys’ 350. Geburtstag, ließ der Club das Pepys Memorial errichten. Die Bronzebüste auf einem Steinsockel steht am langjährigen Wohnort des Tagebuchautors, in der Seething Lane in der City of London. 
Zu Beginn des 21. Jahrhunderts stiftete der Club zudem den Samuel Pepys Award. Die Auszeichnung wird alle zwei Jahre für ein Buch verliehen, „das den größten Beitrag zum Verständnis von Samuel Pepys, seiner Zeit oder seiner Zeitgenossen (…) leistet“. Erste Preisträgerin war 2003, im 300. Todesjahr des Tagebuchautors, die Schriftstellerin Claire Tomalin. Ihr Werk „Samuel Pepys. The Unequalled Self“ war im Jahr zuvor bereits mit dem Whitbread Book Award ausgezeichnet worden.

## Die geheimen Tagebücher

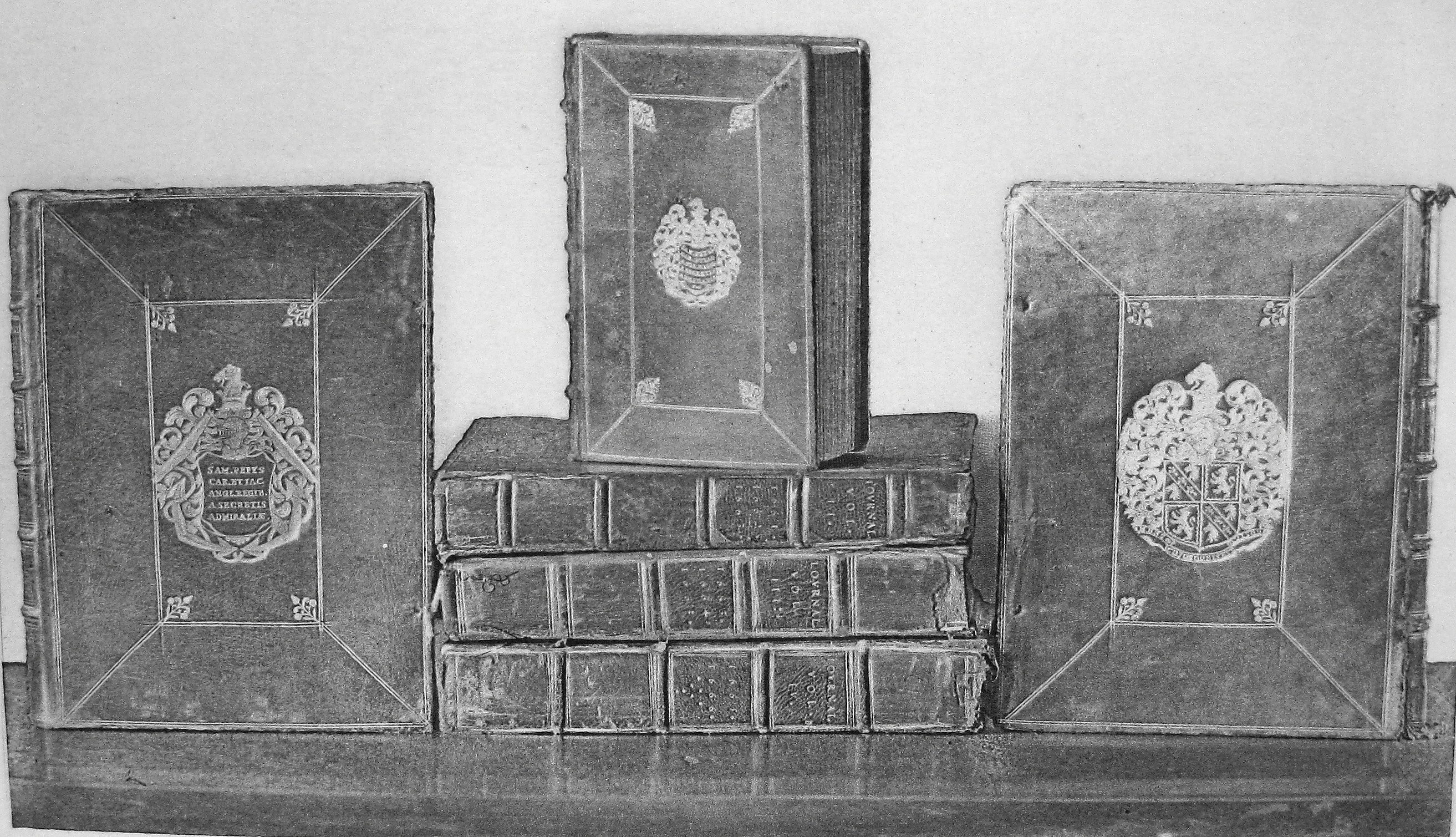
Die sechs Bände des Tagebuchmanuskripts

Wenige Jahre nach seinem Tod war Samuel Pepys nur noch Spezialisten für britische Marinegeschichte bekannt. Einer breiten Öffentlichkeit wurde er erst ein Begriff, nachdem 1818 in der von ihm testamentarisch gestifteten Bibliothek an der University of Cambridge seine 3.100 Seiten umfassenden Tagebücher entdeckt worden waren.
Ende 1659 hatte Pepys bei einem Papierwarenhändler am Cornhill in der Londoner City sein erstes Tagebuch erworben. Am 1. Januar 1660 begann er mit seinen täglichen Notizen und führte sie bis zum 31. Mai 1669 fort. Nach seinen eigenen Angaben beendete er die Eintragungen, weil er fürchtete, wegen eines Augenleidens zu erblinden.
Für Beamte wie ihn war es durchaus üblich, Dienstereignisse in Journalen festzuhalten und diese als Gedächtnisstütze zu nutzen. Pepys aber war einer der ersten, die über offizielle Ereignisse hinaus persönliche Erlebnisse und Ansichten niederschrieben. Was ihn dazu bewog, ist bis heute unklar. Als Sekretär Edward Montagus und gut informiertem Zeitgenossen war ihm natürlich bewusst, dass 1660 große politische Veränderungen bevorstanden. Möglicherweise war dies ein Anreiz, seine Erfahrungen aus dieser Zeit festzuhalten. Da die Tagebücher sowohl privat als auch dienstlich verfängliche Informationen enthielten, hielt Pepys sie zu seinen Lebzeiten streng unter Verschluss. Er muss aber den Wunsch gehabt haben, sie einer ferneren Nachwelt zu überliefern, denn er ließ die Tagebücher binden und seiner 3.000 Bände umfassenden Bibliothek einverleiben. Diese wiederum musste sein Erbe aufgrund einer testamentarischen Verfügung von Pepys seinerseits der Universität Cambridge vermachen. Samuel Pepys überließ es also der Zeit und dem Zufall, wann jemand in der Bibliotheca Pepysiana auf seine nachgelassenen Notizen stoßen würde.

### Inhalt

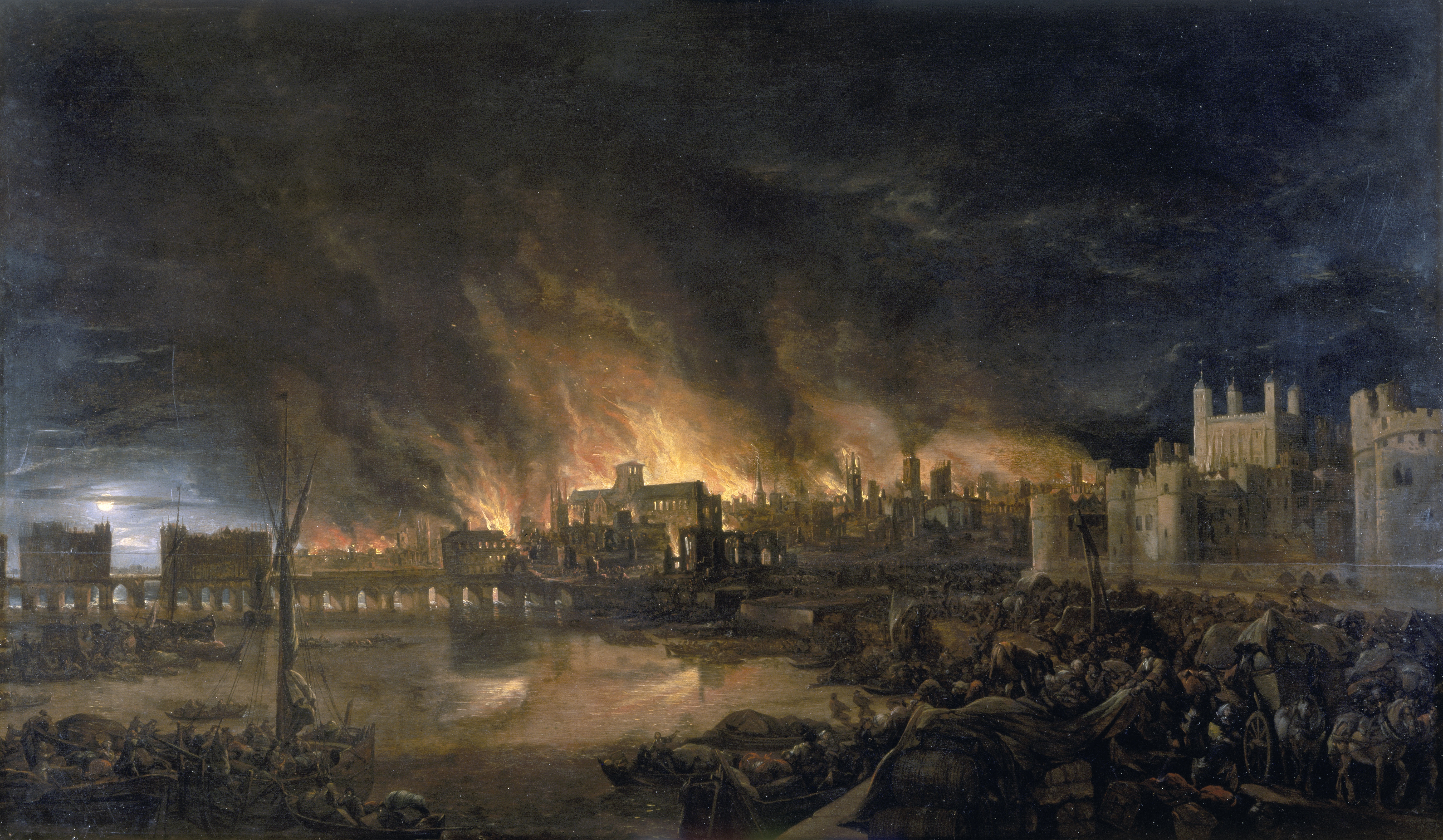
Die Schilderung des Großen Brandes von London gehört zu den meistzitierten Passagen aus Pepys’ Tagebuch

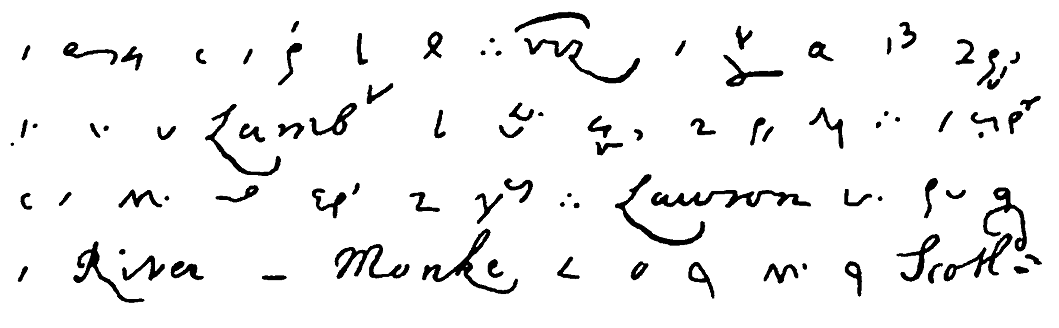
Faksimile eines der ersten Tagebucheinträge in Kurzschrift: „The condition of the State was thus. Viz. the Rump, after being disturbed by my Lord Lambert, was lately returned to sit again. The officers of the army all forced to yield. Lawson lie[s] still in the River and Monke is with his army in Scotland.“

Pepys’ Tagebuch erlaubt einen unmittelbaren Blick auf den Alltag im London des ausgehenden 17. Jahrhunderts und in die Psyche eines Menschen jener Zeit. Darüber hinaus ist es eine herausragende Quelle zu bedeutenden Ereignissen der Restaurationsepoche, etwa zur Rückkehr König Karls II., zur Großen Pest von 1665 oder zum Großen Brand von London im Jahr darauf.
Der besondere Reiz des Werks besteht darin, dass sein Autor – unverfälscht und frei von politischen sowie privaten Rücksichten – Staatsaktionen am Hof und im Marineamt ebenso abhandelt wie alltägliche Erlebnisse. Die Krönungsfeierlichkeiten für den aus dem Exil zurückgekehrten König Karl II. stehen neben Schilderungen von Pepys’ Liebschaften und den Streitereien mit seiner Frau Elisabeth. Betrachtungen über Krieg und Außenpolitik gibt der Autor mit ebenso lebhaftem Interesse wieder wie Berichte über Theaterbesuche und Hinrichtungen, Lektüre, Klatsch und Tratsch, Stimmungen im Volk, Moden, Speisepläne, Preise und vieles mehr.
Die besondere Authentizität, Ehrlichkeit und Unverstelltheit, die Pepys’ Werk vor den meisten anderen publizierten Tagebüchern auszeichnet, ergibt sich nicht nur aus dem gewandten, erzählerischen Stil, sondern auch aus der Schreibtechnik des Autors. Er bediente sich der stenographischen Schrift Thomas Sheltons, welche die meisten seiner Mitmenschen – einschließlich seiner Frau – nicht lesen konnten. Dies ermöglichte es ihm, völlig frei und unverblümt zu formulieren. Er musste kaum befürchten, dass seine Aufzeichnungen ihm Ärger einbringen könnten, falls sie je in die falschen Hände gerieten. Angesichts einiger außerehelicher Affären und der Korruptionsfälle, in die Pepys im Laufe der Jahre verwickelt war, hatte er gute Gründe zu dieser Vorsicht. Mehr noch als behördliche Untersuchungen fürchtete Pepys offenbar den Unmut seiner Frau. Um ihr gegenüber ganz sicherzugehen – und wohl auch aus puritanischer Schamhaftigkeit –, verschlüsselte er die Schilderungen seiner Seitensprünge zudem mit Hilfe eines Sprachgemischs aus englischen, französischen, lateinischen, griechischen, italienischen und spanischen Wörtern. Hier ein Beispiel für diese polyglotte Verschleierungstechnik:

„And jo ella metro su mano upon my pragma hasta hazerme hazer la cosa in su mano. Pero ella no voulut permettre que je ponebam meam manum a ella, but I do not doubt but ἀλλῳ χρόνῳ de obtenir le.“

„Und ich brachte sie dazu, ihre Hand auf mein Ding zu legen, bis sie mich dazu brachte, in ihrer Hand zu kommen. Aber sie wollte mir nicht erlauben, sie mit meiner Hand zu berühren, doch zweifle ich nicht sie ein anderes Mal zu bekommen.“

Trotz aller Vorsichtsmaßnahmen erwischte Elisabeth Pepys ihren Mann 1668 jedoch in flagranti mit einem Dienstmädchen, was für ihn die größte Katastrophe seines bisherigen Lebens war. Wenige Monate darauf gab er das Tagebuch auf.

### Editionsgeschichte
1825, sieben Jahre nach der Wiederentdeckung der Tagebücher, gelang es dem Theologiestudenten Jonathan Smith, Pepys’ Kurzschrift zu entziffern. Da kurz zuvor das Tagebuch des Dichters John Evelyn, Pepys’ Freund und Zeitgenossen, veröffentlicht worden war, erschien die Edition seines Werks als willkommenes Pendant dazu. Eine Erstausgabe, die aber nur Auszüge aus den Tagebüchern enthielt, kam noch 1825 heraus. Sie war von Richard Griffin-Neville, Lord Braybrooke eher nachlässig besorgt worden, stieß aber dennoch auf großes Interesse der englischen Leserschaft. Erst Ende des 19. Jahrhunderts brachte Henry Benjamin Wheatley (1838–1917) eine Standardausgabe des gesamten Werks in 10 Bänden heraus, welche allerdings eine Reihe von im damaligen Zeitgeist als zu obszön geltende Passagen (hauptsächlich explizite Beschreibungen von Pepys’ Sexualleben betreffend) zensierte. Basierend auf der Wheatley-Ausgabe veröffentlicht Phil Gyford das Tagebuch seit Anfang 2003 tageweise in Form eines Weblogs.
Die heute maßgebliche und komplett ungekürzte Ausgabe ist die Latham & Matthews Edition. Sie wurde zwischen 1970 und 1983 von Robert C. Latham, Pepys-Bibliothekar am Magdalene College in Cambridge, und von William Matthews, Professor für Englische Literatur an der University of California, Los Angeles, herausgegeben. Sie besteht aus elf Bänden, darunter ein Begleit- und ein Registerband (X und XI). Die ersten neun Bände umfassen je ein Jahr der Tagebücher. In deutscher Übersetzung gab es lange Zeit nur Auswahlbände der Tagebücher, die sich mitunter auf einzelne Aspekte beschränkten wie etwa „Der erotische Pepys“. Erst 2010 erschien eine erste deutschsprachige Gesamtausgabe.
In der englischsprachigen Welt ist die Popularität der geheimen Tagebücher seit dem 19. Jahrhundert ungebrochen. Nach William Shakespeare und Samuel Johnson gehört Samuel Pepys zu den am häufigsten zitierten englischen Autoren.

### Werkausgaben

#### Englisch
- Memoirs of Samuel Pepys, Esq. F.R.S. Secretary to the Admiralty in the Reigns of Charles II. And James II. Comprising His Diary from 1659 to 1669, Deciphered By the Rev. John Smith, A.B. From the Original Shorthand Ms., 2 Bände; Simpkin, Marshall, Hamilton, Kent & Co., London [1825] (die stark gekürzte Erstausgabe, herausgegeben von Richard Griffin-Neville, Lord Braybrooke)
- The Diary of Samuel Pepys, 10 Bände; herausgegeben von Henry B. Wheatley; Cambridge 1893–1899
- The Diary of Samuel Pepys – A New and Complete Transcription, 11 Bände; herausgegeben von Robert Latham und William Mattews. Bell & Hyman, London 1970–1983
  - Band 01: Introduction and 1660; ISBN 0-7135-1551-1
  - Band 02: 1661; ISBN 0-7135-1552-X
  - Band 03: 1662; ISBN 0-7135-1553-8
  - Band 04: 1663; ISBN 0-7135-1554-6
  - Band 05: 1664; ISBN 0-7135-1555-4
  - Band 06: 1665; ISBN 0-7135-1556-2
  - Band 07: 1666; ISBN 0-7135-1557-0
  - Band 08: 1667; ISBN 0-7135-1558-9
  - Band 09: 1668–1669; ISBN 0-7135-1559-7
  - Band 10: Companion; ISBN 0-7135-1993-2
  - Band 11: Index; ISBN 0-7135-1994-0
- The Shorter Pepys. Bell & Hyman, London 1985 (auf einen Band gekürzte Fassung der Gesamtausgabe; herausgegeben von Robert Latham)
- The Concise Pepys. Wordsworth Classics of World Literature, Wordsworth Editions, Ware, Hertfordshire 1997

#### Deutsche Ausgaben
Gesamtausgabe:
- Samuel Pepys: Die Tagebücher 1660–1669. Herausgegeben von Gerd Haffmans und Heiko Arntz, übersetzt von Georg Deggerich, Michael Haupt, Arnd Kösling, Hans-Christian Oeser, Martin Richter und Marcus Weigelt, 9 Bände und ein Begleitband,  Haffmans Verlag bei Zweitausendeins, Berlin 2010, ISBN 978-3-942048-18-7[6]

Auswahlbände:
- Tagebuch. Herausgegeben und übersetzt von Helmut Winter. Reclams Universal-Bibliothek 9970. Reclam, Stuttgart 1980, ISBN 3-15-009970-6. Neuausgabe: 2009, ISBN 978-3-15-010693-8.
- Das geheime Tagebuch. Herausgegeben von Anselm Schlösser, übertragen von Jutta Schlösser. Insel Verlag Anton Kippenberg, Leipzig 1980, als Lizenzausgabe erschienen bei Insel Verlag, Frankfurt am Main 1982, ISBN 3-458-32337-6.
- Die geheimen Tagebücher. Herausgegeben von Volker Kriegel und Roger Willemsen, übersetzt von Georg Deggerich. Eichborn, Berlin 2004, ISBN 3-8218-3742-X.
- Das Geheimtagebuch des Sir Samuel Pepys 1660–1669. Übersetzt und bearbeitet von Maja Schwartzkopff-Winter. Georg Müller, München 1931
- Der erotische Pepys. Herausgegeben von Helmut Krausser und übersetzt von Georg Deggerich, Eichborn Verlag, Frankfurt am Main 2007, ISBN 978-3-8218-0772-0.

Hörbuch
- Milberg liest aus den Tagebüchern von Samuel Pepys. Haffmans & Tolkemitt, Berlin 2011, ISBN 978-3-942990-02-8 (3 CDs mit einer Auswahl von Texten nach der ersten deutschen Gesamtausgabe, s. o.).